# Лиония
Лиония (лат. Lyonia) — род североамериканских и восточноазиатских кустарников семейства Вересковые (Ericaceae). Насчитывается 35 видов.

## Название
Своё научное название род получил в честь шотландского садовника Джона Лиона (англ. John Lyon, 1765—1814), работавшего в американских штатах Пенсильвания и Теннесси.
В синонимику рода входят следующие названия:
- Desmothamnus Small
- Neopieris Britton
- Xolisma Raf.

## Распространение
Растения этого рода распространены в Восточной Азии, а также на востоке США и на Карибских островах. Некоторые виды могут расти на сильно заболоченной почве. Растения похожи на представителей рода Пиерис (Pieris).

## Биологическое описание
Листопадные или вечнозелёные кустарники, иногда небольшие деревья. Листья обычно остроконечные, на их нижней стороне нередко присутствуют чешуйки или крапинки. Соцветия поникающие, образуются в пазухах листьев; цветки цилиндрические или колокольчатые, с белыми или кремовыми венчиками. Время цветения — весна.

## Культивирование
Некоторые виды лионии культивируются как садовые растения, их ценят за достаточно красивые соцветия весной и интенсивно-красную окраску листвы осенью. Наиболее известный в культуре вид — Лиония морская (Lyonia mariana).
Почва для выращивания лионий, как и для большинства других вересковых, должна быть кислой. Желательно, чтобы почва была также хорошо дренированной и достаточно питательной. Лучше всего лионии растут в полутени. Морозостойкость растений сильно зависит от вида. Размножение — семенами, черенками, отводками.

## Классификация
| подсемейство Вакциниевые | \| \| род Лиония \| \| \| \| \| \| ещё более 40 родов, в том числе Вакциниум, Гаультерия, Зеновия, Пиерис, Подбел, Хамедафне \| \| \| \|                                                                               |
|                          | \| \| род Лиония \| \| \| \| \| \| ещё более 40 родов, в том числе Вакциниум, Гаультерия, Зеновия, Пиерис, Подбел, Хамедафне \| \| \| \|                                                                               |
|                          | ещё семь подсемейств, в том числе Кассиопеевые (Кассиопея и др.), Подъельниковые (Грушанка, Ортилия и др.), Стифелиевые (Змеелистник, Прионотес и др.), Эриковые (Вереск, Водяника, Кальмия, Рододендрон, Эрика и др.) |
|                          | |
|                          | род Лиония |
|                          | |
|                          | ещё более 40 родов, в том числе Вакциниум, Гаультерия, Зеновия, Пиерис, Подбел, Хамедафне |
|                          | |

|  | род Лиония                                                                                |
|  |                                                                                           |
|  | ещё более 40 родов, в том числе Вакциниум, Гаультерия, Зеновия, Пиерис, Подбел, Хамедафне |
|  |                                                                                           |

| подсемейство Вакциниевые | \| \| род Лиония \| \| \| \| \| \| ещё более 40 родов, в том числе Вакциниум, Гаультерия, Зеновия, Пиерис, Подбел, Хамедафне \| \| \| \|                                                                               |
|                          | \| \| род Лиония \| \| \| \| \| \| ещё более 40 родов, в том числе Вакциниум, Гаультерия, Зеновия, Пиерис, Подбел, Хамедафне \| \| \| \|                                                                               |
|                          | ещё семь подсемейств, в том числе Кассиопеевые (Кассиопея и др.), Подъельниковые (Грушанка, Ортилия и др.), Стифелиевые (Змеелистник, Прионотес и др.), Эриковые (Вереск, Водяника, Кальмия, Рододендрон, Эрика и др.) |
|                          | |
|                          | род Лиония |
|                          | |
|                          | ещё более 40 родов, в том числе Вакциниум, Гаультерия, Зеновия, Пиерис, Подбел, Хамедафне |
|                          | |

|  | род Лиония                                                                                |
|  |                                                                                           |
|  | ещё более 40 родов, в том числе Вакциниум, Гаультерия, Зеновия, Пиерис, Подбел, Хамедафне |
|  |                                                                                           |

| подсемейство Вакциниевые | \| \| род Лиония \| \| \| \| \| \| ещё более 40 родов, в том числе Вакциниум, Гаультерия, Зеновия, Пиерис, Подбел, Хамедафне \| \| \| \|                                                                               |
|                          | \| \| род Лиония \| \| \| \| \| \| ещё более 40 родов, в том числе Вакциниум, Гаультерия, Зеновия, Пиерис, Подбел, Хамедафне \| \| \| \|                                                                               |
|                          | ещё семь подсемейств, в том числе Кассиопеевые (Кассиопея и др.), Подъельниковые (Грушанка, Ортилия и др.), Стифелиевые (Змеелистник, Прионотес и др.), Эриковые (Вереск, Водяника, Кальмия, Рододендрон, Эрика и др.) |
|                          | |
|                          | род Лиония |
|                          | |
|                          | ещё более 40 родов, в том числе Вакциниум, Гаультерия, Зеновия, Пиерис, Подбел, Хамедафне |
|                          | |

|  | род Лиония                                                                                |
|  |                                                                                           |
|  | ещё более 40 родов, в том числе Вакциниум, Гаультерия, Зеновия, Пиерис, Подбел, Хамедафне |
|  |                                                                                           |

| подсемейство Вакциниевые | \| \| род Лиония \| \| \| \| \| \| ещё более 40 родов, в том числе Вакциниум, Гаультерия, Зеновия, Пиерис, Подбел, Хамедафне \| \| \| \|                                                                               |
|                          | \| \| род Лиония \| \| \| \| \| \| ещё более 40 родов, в том числе Вакциниум, Гаультерия, Зеновия, Пиерис, Подбел, Хамедафне \| \| \| \|                                                                               |
|                          | ещё семь подсемейств, в том числе Кассиопеевые (Кассиопея и др.), Подъельниковые (Грушанка, Ортилия и др.), Стифелиевые (Змеелистник, Прионотес и др.), Эриковые (Вереск, Водяника, Кальмия, Рододендрон, Эрика и др.) |
|                          | |
|                          | род Лиония |
|                          | |
|                          | ещё более 40 родов, в том числе Вакциниум, Гаультерия, Зеновия, Пиерис, Подбел, Хамедафне |
|                          | |

|  | род Лиония                                                                                |
|  |                                                                                           |
|  | ещё более 40 родов, в том числе Вакциниум, Гаультерия, Зеновия, Пиерис, Подбел, Хамедафне |
|  |                                                                                           |

## Виды
По информации базы данных The Plant List, род включает 40 видов:
- Lyonia affinis (A.Rich.) Urb.
- Lyonia alainii Judd
- Lyonia alpina Urb. & Ekman
- Lyonia buchii Urb.
- Lyonia compta (W.W.Sm. & Jeffrey) Hand.-Mazz.
- Lyonia doyonensis (Hand.-Mazz.) Hand.-Mazz.
- Lyonia ekmanii Urb.
- Lyonia elliptica (C.Wright ex Small) A.H.Liogier
- Lyonia elongata (Sleumer) Jiménez
- Lyonia ferruginea (Walter) Nutt. — Лиония ржавчинная
- Lyonia fruticosa (Michx.) G.S.Torr.
- Lyonia glandulosa (A.Rich.) Urb.
- Lyonia heptamera Urb.
- Lyonia jamaicensis (Sw.) D.Don
- Lyonia latifolia (A.Rich.) Griseb.
- Lyonia ligustrina (L.) DC.
- Lyonia longelaminata (Sleumer) Jiménez
- Lyonia longipes Urb.
- Lyonia lucida (Lam.) K.Koch
- Lyonia macrocalyx (J.Anthony) Airy Shaw
- Lyonia macrophylla (Britton) Ekman ex Urb.
- Lyonia maestrensis Acuña & Roíg
- Lyonia mariana (L.) D.Don — Лиония морская
- Lyonia microcarpa Urb. & Ekman
- Lyonia myrsinifolia (A.Rich.) Urb.
- Lyonia myrtilloides Griseb.
- Lyonia nipensis Urb.
- Lyonia obtusa Griseb.
- Lyonia octandra (Sw.) Griseb.
- Lyonia ovalifolia (Wall.) Drude — Лиония широколистная
- Lyonia rigida (Pursh) Nutt.
- Lyonia rubiginosa (Pers.) G.Don
- Lyonia squamulosa M.Martens & Galeotti
- Lyonia stahlii Urb.
- Lyonia tinensis Urb.
- Lyonia trinidadensis Judd
- Lyonia truncata Urb.
- Lyonia tuerckheimii Urb.
- Lyonia urbaniana (Sleumer) Jiménez
- Lyonia villosa (Wall. ex C.B.Clarke) Hand.-Mazz.